# Venustiano Carranza, Nayarit
Venustiano Carranza är en ort i Mexiko.   Den ligger i kommunen Tepic och delstaten Nayarit, i den centrala delen av landet, 600 km väster om huvudstaden Mexico City. Venustiano Carranza ligger 1 114 meter över havet och antalet invånare är 411.
Terrängen runt Venustiano Carranza är huvudsakligen kuperad, men söderut är den bergig. Runt Venustiano Carranza är det ganska tätbefolkat, med 199 invånare per kvadratkilometer. Närmaste större samhälle är Tepic, 9,5 km öster om Venustiano Carranza. I omgivningarna runt Venustiano Carranza växer i huvudsak städsegrön lövskog.